# Tengerihagyma
A tengerihagyma (Drimia maritima) a spárgavirágúak (Asparagales) rendjébe és a spárgafélék családjába tartozó faj.

## Elterjedése
A tengerihagyma valószínűleg az Ibériai-félszigetről származik; napjainkra szerte a Mediterráneumban, azon belül a leginkább Dél-Európa és Észak-Afrika verőfényes helyein terem egészen a Közel-keletig.
- A fehér hagymájú változat főleg
  - Spanyolországban,
  - Portugáliában,
  - Szardínián,
  - Máltán,
  - Cipruson és
  - Görögországban;
- a piros hagymájú változat főleg
  - Algériában és
  - Marokkóban nő.

## Megjelenése, felépítése
Évelő, hagymás növény. A 10 cm átmérőjűre és 2 kg-osra is megnövő hagyma tojásdad vagy gömbölyded. Külső fedőlevelei vörösbarnák vagy halványzöldek. 10-20, húsos-hártyás levele közül a külsők papirosszerűek, a középsők húsosak, a belsők nyálkásak, puhák.
Virágja az ősszel 1 méternél is magasabbra növő kocsány végén dús, felálló fürtben, tömegesen nyílik; a zöld vagy piros csíkos kehely és a párta is háromosztatú. A porzós virág 2 × 3, a termő háromrekeszű.

## Életmódja, élőhelye
A napos helyet és a meleget, a nyáron kiszáradó talajt kedveli. Levelei tavasszal hajtanak ki, és ekkor érik be az előző őszi termés.

## Felhasználása
Egyik hatóanyagát a növény hagymája (scillae bulbus) tartalmazza, amiből szívgyógyszert (öregedő szív aorta- elégtelenségeire és az angina pectorisra), valamint patkány- és egérmérget állítanak elő. Emellett vizelethajtó és köptető is, ezért használják a nephrititis következtében kialakuló ödéma, valamint az urémia gyógyítására is. Túladagolva mérgező lehet.
- A fehér változat hatóanyaga 15 bufadienolid keveréke; mindegyik főglikozidjának (szcillarén A, glükoszcillarén A, proszcillaridin A) aglikonja a szcillarenin.
- A vörös változat fő glikozidjainak (szcillirozid, glükoszcillirozid) aglikonja a szcillorizidin.

A fehér változat drogja hatékonyabb, mint a vörösé.
Középső húsos leveleit szárítva: Scilla siccata néven forgalmazzák; ennek fő hatóanyaga: szcillarén A és B. A levelekből kipréselt nedvvel bőrbetegségeket gyógyítanak külsőleg.
A népi gyógyászatban hagyományosan használt orvosi növény. A magyar néphit szerint fogyasztásától a nagybeteg sorsa vagy jobbra, vagy halálra fordul. A néphit szerint a boszorkányok egyik füve.

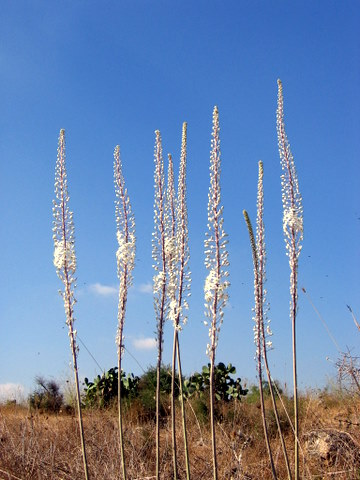
Virágzó közönséges tengerihagyma
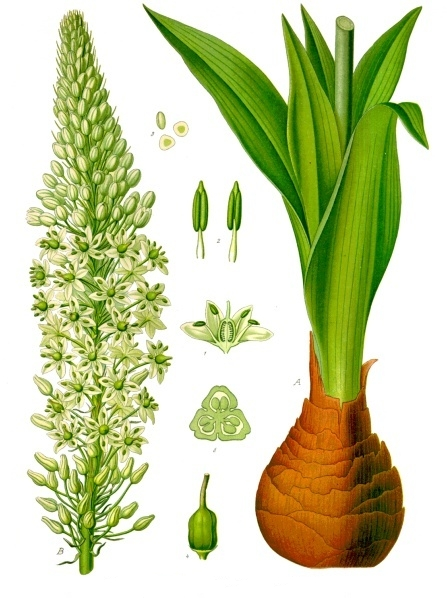
A közönséges tengerihagyma (Urginea maritima) felépítése
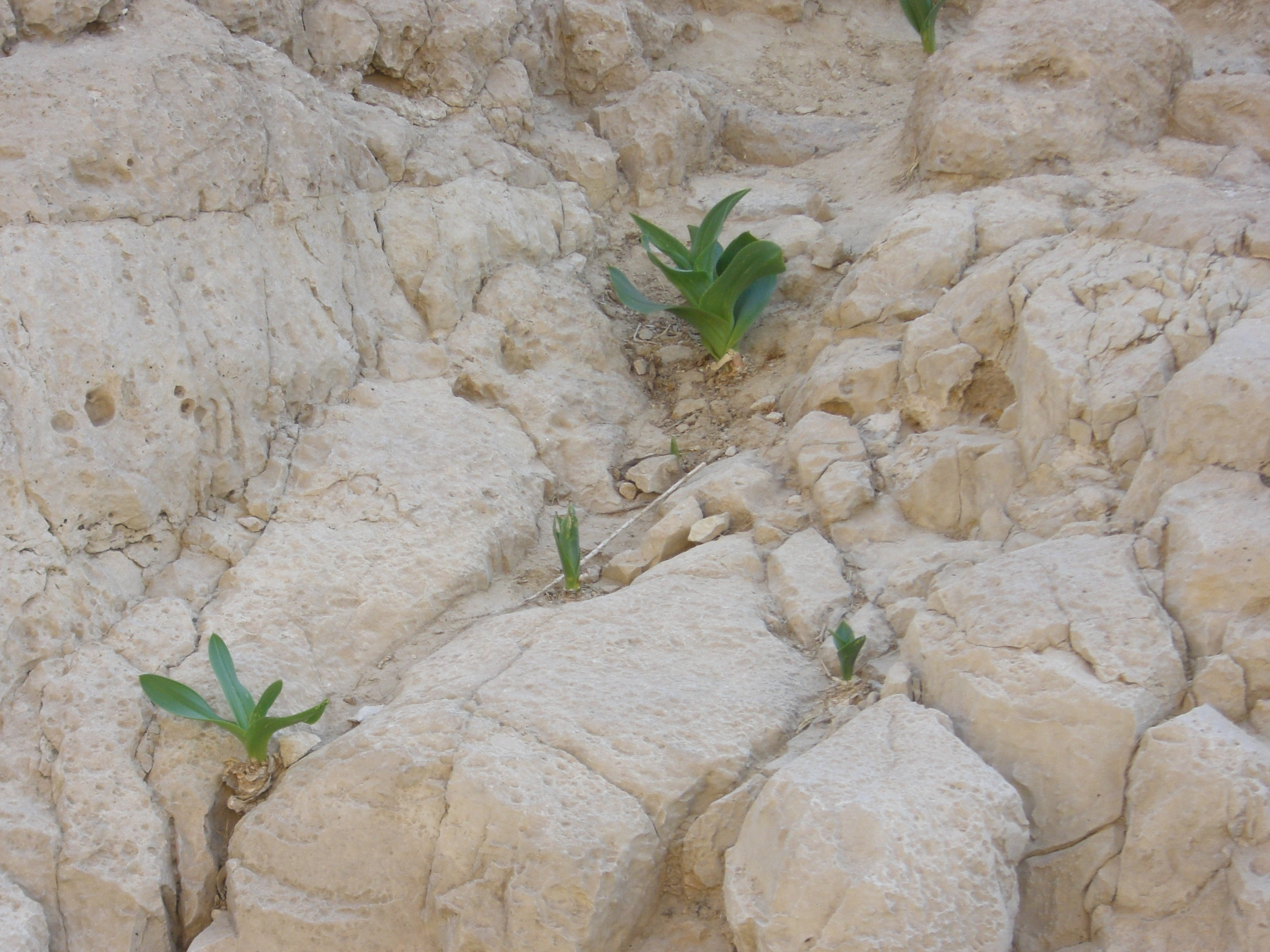
Tavaszi hajtásai
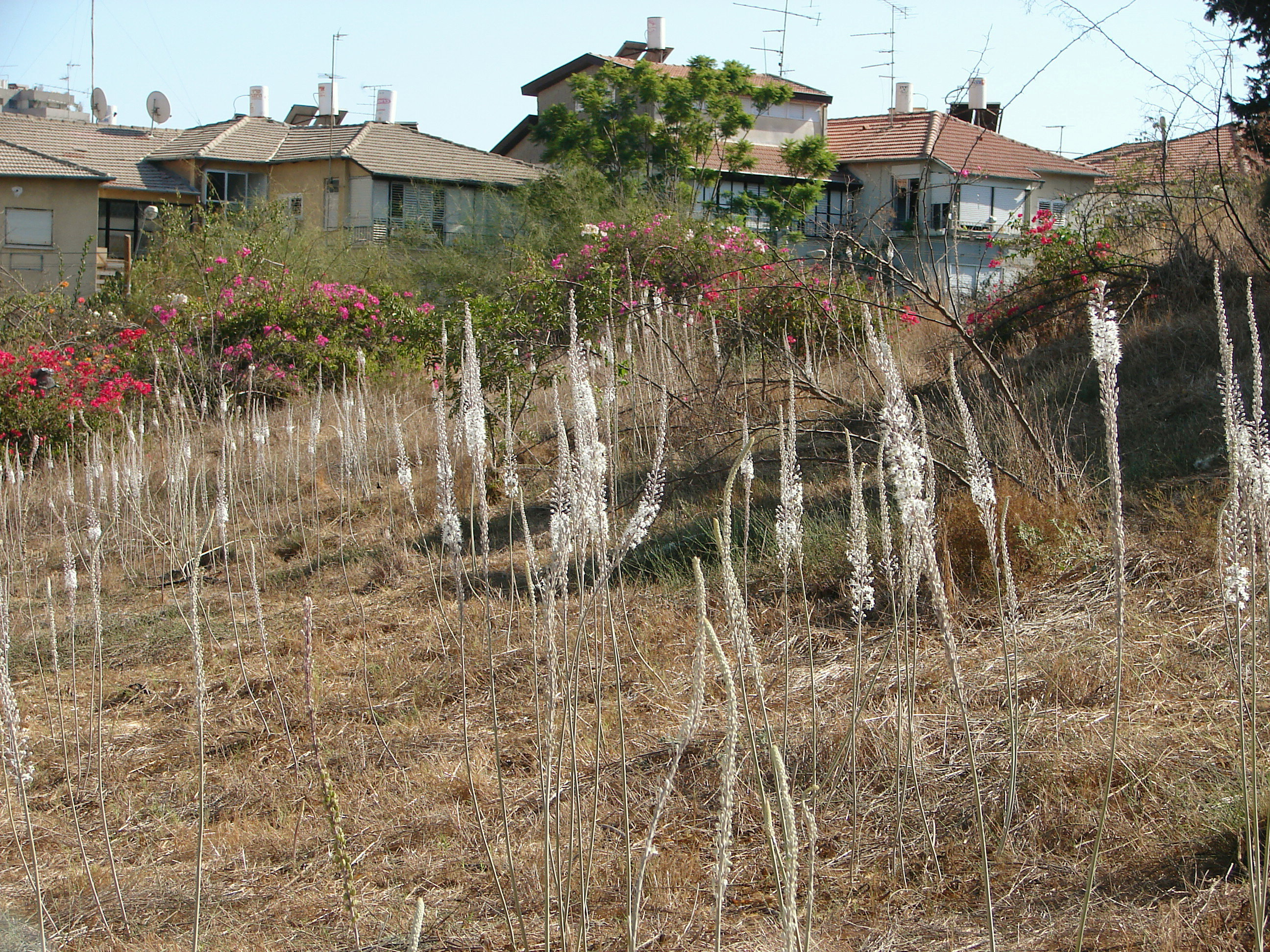
Őszi virágzása (Izrael, Ramat Gan)
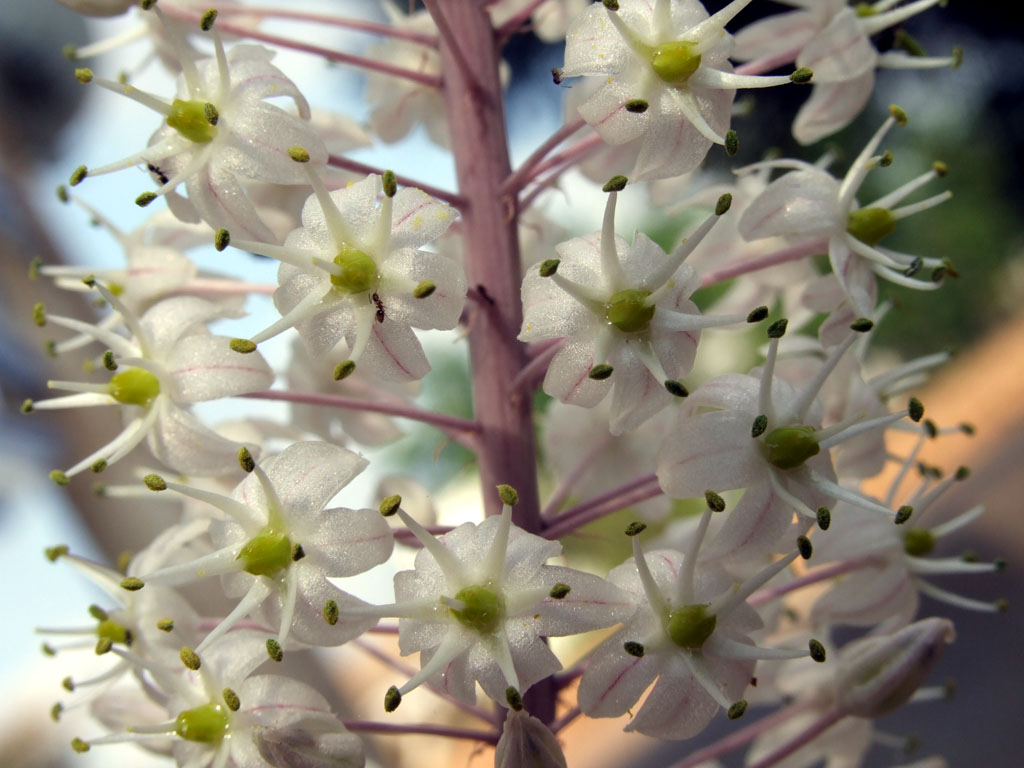
A virágfürt részlete